# Административно деление на Полша
Административното деление на Полша е тристепенно. Със закон от 1999 г. Полша е
разделена на 16 войводства (области); от своя страна те се делят на 379 по-малки единици, наречени повяти (окръзи); най-малката административна единица е гмината (община). 379-те повяти са разделени на 2478 гмини. Най-големите по население полски градове имат специален статус, защото се разглеждат едновременно и като повяти, и като общини.
От значение е да се отбележи, че съвременните граници на полските войводства не съвпадат напълно с историческите райони, които влизат в състава на Полша – например Силезия, Померания, Мазурия и други.

## Войводства
Полша е разделена на 16 войводства (области, на полски: województwa, в ед. число województwo). Управлението на войводството се споделя от управител на областта, наречен войвода, които се назначава от полското правителство, и от пряко избран съвет – сеймик (sejmik). Съветът също избира свой представител – маршалек (marszałek).
| Флаг | Герб | Войводство | Войводство                             | Повяти | Площ, km²      | Население       | д./km²     | Столица                                                           | www                                                                        |
| ---- | ---- | ---------- | -------------------------------------- | ------ | -------------- | --------------- | ---------- | ----------------------------------------------------------------- | -------------------------------------------------------------------------- |
|      |      | PL-MZ      | Мазовецко Mazoweckie                   | 42     | 35 558,18 (1)  | 5 188 488 (1)   | 145,9 (3)  | Варшава Warszawa                                                  | www.mazowsze.uw.gov.pl Архив на оригинала от 2011-04-27 в Wayback Machine. |
|      |      | PL-DS      | Долносилезко Dolnośląskie              | 29     | 19 946,77 (7)  | 2 878 410 (5)   | 144,3 (4)  | Вроцлав Wrocław                                                   | www.uwoj.wroc.pl                                                           |
|      |      | PL-KP      | Куявско-Поморско Kujawsko-Pomorskie    | 23     | 17 971,68 (10) | 2 066 136 (10)  | 115 (8)    | Бидгошч, Торун Bydgoszcz, Toruń                                   | www.uwoj.bydgoszcz.pl Архив на оригинала от 2008-10-03 в Wayback Machine.  |
|      |      | PL-LU      | Люблинско Lubelskie                    | 24     | 25 122,49 (3)  | 2 166 213 (8)   | 86,2 (12)  | Люблин Lublin                                                     | www.uw.lublin.pl Архив на оригинала от 2011-07-22 в Wayback Machine.       |
|      |      | PL-LB      | Любушко Lubuskie                       | 14     | 13 987,88 (13) | 1 008 481 (16)  | 72,1 (14)  | Гожов Великополски, Йеленя Гора Gorzów Wielkopolski, Jelenia Góra | www.wojewodalubuski.pl                                                     |
|      |      | PL-LD      | Лодзко Łódzkie                         | 24     | 18 218,96 (9)  | 2 555 898 (6)   | 140,3 (5)  | Лодз Łódź                                                         | www.uw.lodz.pl                                                             |
|      |      | PL-MA      | Малополско Małopolskie                 | 22     | 15 182,87 (12) | 3 279 036 (4)   | 216 (2)    | Краков Kraków                                                     | www.uwoj.krakow.pl                                                         |
|      |      | PL-OP      | Ополско Opolskie                       | 12     | 9411,67 (16)   | 1 037 088 (15)  | 110,2 (10) | Ополе Opole                                                       | www.opole.uw.gov.pl                                                        |
|      |      | PL-PK      | Подкарпатско Podkarpackie              | 25     | 17 845,66 (11) | 2 097 338 (9)   | 117,5 (7)  | Жешов Rzeszów                                                     | www.rzeszow.uw.gov.pl                                                      |
|      |      | PL-PD      | Подласко Podlaskie                     | 17     | 20 187,01 (6)  | 1 192 660 (14)  | 59,1 (15)  | Бялисток Białystok                                                | www.bialystok.uw.gov.pl                                                    |
|      |      | PL-PM      | Поморско Pomorskie                     | 20     | 18 310,36 (8)  | 2 210 920 (7)   | 120,7 (6)  | Гданск Gdańsk                                                     | www.uw.gda.pl                                                              |
|      |      | PL-SK      | Швентокшиско Swiętokrzyskie            | 14     | 11 710,20 (15) | 1 275 550 (12)  | 108,9 (11) | Келце Kielce                                                      | www.szczecin.uw.gov.pl                                                     |
|      |      | PL-SL      | Силезско Śląskie                       | 36     | 12 333,51 (14) | 4 650 300 (2)   | 377,4 (1)  | Катовице Katowice                                                 | www.katowice.uw.gov.pl                                                     |
|      |      | PL-WP      | Великополско Wielkopolskie             | 35     | 29 826,51 (2)  | 3 386 882 (3)   | 113,6 (9)  | Познан Poznań                                                     | www.poznan.uw.gov.pl                                                       |
|      |      | PL-WN      | Варминско-Мазурско Warmińsko-Mazurskie | 21     | 24 173,17 (4)  | 1 426 155 (12)  | 59 (16)    | Олщин Olsztyn                                                     | www.uw.olsztyn.pl                                                          |
|      |      | PL-ZP      | Западнопоморско Zachodniopomorskie     | 21     | 22 892,48 (5)  | 1 692 271 (11)  | 73,9 (13)  | Шчечин Szczecin                                                   | www.szczecin.uw.gov.pl                                                     |
|      |      | PL         | Република Полша Rzeczpospolita Polska  | 379    | 312 685 (68)   | 38 636 157 (32) | 123        | Варшава Warszawa                                                  | www.polska.pl                                                              |

## Повяти (окръзи)
Всяко войводство е разделено на по-малки структурни единици, наречени повяти (окръзи). Броят на повятите за едно войводство варира от 12 (в Ополското войводство) до 42 (в Мазовецкото). Това включва едновременно същинските повяти – земни повяти, и градовете със статус на повяти. Общият брой на повятите е 379.

## Гмини (общини)
Третата степен на разделение е гмината. Всеки един повят обикновено е разделен на няколко гмини – от 3 до 19, въпреки че градовете също се определят като гмини. Гмината може да бъде градска, когато включва град; градско-селска, когато освен град към нея се отнасят околните села и техните землища, и селска гмина, в границите на която няма град. Гмината се управлява от съвет и от директно избран кмет. Общият брой на полските гмини и от 3-те типа е 2478.